# Stenisis humilis
Stenisis humilis är en korallart som först beskrevs av Elisabeth Deichmann 1936.  Stenisis humilis ingår i släktet Stenisis och familjen Isididae. Inga underarter finns listade i Catalogue of Life.